# 吳茂昆
吳茂昆（1949年12月6日—），臺灣花蓮縣玉里鎮人，超導物理學家、中研院院士、美國國家科學院外籍院士、民主進步黨籍政治人物，曾任國立東華大學校長、中華民國教育部部長、行政院國科會主委、中研院物理所所長、美國哥倫比亞大學應用物理教授，因其突破性的高溫超導體研究，曾獲得中華民國總統科學獎、美國國家航空暨太空總署傑出貢獻獎和馬蒂亞斯獎。
2018年4月19日，就任教育部部長，其任內因處理臺大校長遴選案以及個人事件引發多項爭議，使其在就任第41天（5月29日）後辭職下台，成為任期最短的教育部長。7月3日，因東華大學專利案遭監察院監察委員記名表決13票全數通過彈劾案，移送公務員懲戒委員會審理後被判記過一次。

## 生平
吳茂昆生於台灣花蓮縣玉里鎮，為淡江大學物理學學士、碩士，攻讀碩士學位的主題即為超導物理，服兵役後赴美攻讀休士頓大學物理博士。
當時任教於阿拉巴馬大學亨茨維爾分校的吳茂昆於1987年1月發現世界第一個高於液態氮溫度的超導體——钇钡铜氧超導體（YBa2Cu3O7-δ Tc~92K），行政院、中研院物理所長李定國、新竹科學園區管理局長王永壯表示他因此被提名諾貝爾物理獎，使他從此聲名大噪。根據權威的科學引文索引資料庫Web of Science，由吳茂昆為第一作者（共同作者包括休士頓大學朱經武）的論文Superconductivity at 93 K in a new mixed-phase Y-Ba-Cu-O compound system at ambient pressure自1987年3月於美國物理學會期刊《物理評論快報》發表以來至2018年已獲期刊論文引用超過五千多次，這篇史上第一次超越液態氮沸點「溫度壁壘」（77K, 絕對溫度77度）而將超導溫度從30K提升到90K（攝氏零下183度）以上的研究突破自1911年海克·卡末林·昂內斯發現超導現象後七十多年的物理學研究瓶頸，為臨界溫度高於77K的材料稱為高溫超導體下了定義，不但於當年獲矚目，也被指為超導體領域30年來最重要的先驅之一，吳茂昆團隊的發現對爾後超導體的科學與商業應用頗具影響，也因為此發現，吳茂昆隨即僅三年就從助理教授直升為正教授。
1988年，吳茂昆受美國哥倫比亞大學延攬擔任應用物理教授，並於哥大任教至1994年。1994年，吳茂昆應邀回國任教於國立清華大學物理學系，繼續從事高溫超導的研究。 吳茂昆在擔任中央研究院物理所所長與國家科學委員會主委期間，致力於改善國內學術研究環境。
2004年獲選為美國國家科學院外籍院士，是以臺灣籍學者身分獲選為美國國家科學院外籍院士的第一人。
2011年10月，成為國立東華大學第6任校長當選人。同年11月17日獲頒中華民國總統科學獎，為台灣學術界最高榮譽。
2014年，太陽花學運爆發，大批東華學生集結北上，時任國立東華大學校長吳茂昆發出聲明支持學生參與學運，為中華民國校長史上第一人。
|                              | 身為東華大學校長，我非常佩服同學們能在求學之外，關切時事發展，勇於表達自己的立場，這是民主自由教育的具體落實，也是推動國家前進的積極力量，因此，我極為尊重學生的抗議行動，但也希望同學能保持理性溝通的態度，以及注意自身的安全。 |
| ——國立東華大學校長吳茂昆院士 | |

同年2月18日，吳茂昆率領研究團隊新發現超導材料「鐵硒化合物」的超導機制。
2018年4月16日，行政院記者會宣布由吳茂昆出任教育部長，4月19日交接上任。
在其上任之後，被質疑涉入「卡管」的政治任務，並被藍營立委揭發其諸多爭議，包括他在東華大學校長任內於海外成立公司等。5月24日，國民黨立委柯志恩在委員會質詢，揭發吳茂昆在2005年，擔任行政院國家科學委員會主委期間未申報就參與在中國杭州舉行的國際學術高峰會，當時吳茂昆原定去蘇州參與會議，但在當時香港科技大學校長朱經武的邀請下，轉到杭州參與國際學術高峰會。違反了當時的規定，柯志恩質問吳茂昆違法是否下台，他一開始就直接地答違法就下台，但柯志恩表明有證據來證明他沒有申請，他就支吾以對，說「那就要院長要不要我下台」，最後被迫於5月29日向行政院請辭獲准，任期僅40日，創下中華民國任期最短的教育部長。
2018年6月4日，吳茂昆請辭後首次接受媒體專訪。
2018年7月3日，監察院宣布彈劾前教育部部長吳茂昆。2019年1月9日，移送公務員懲戒委員會審理後被判記過一次。

## 學術榮譽
- 1988 U.S.A. National Academy of Science Comstock Prize
- 1988 NASA傑出貢獻獎
- 1988 阿拉巴馬大學研究獎
- 1988 State of Alabama Resolution
- 1988 美國中華工程師協會年度獎
- 1989 淡江金鷹獎
- 1993 中華民國物理學會會士
- 1994 馬蒂亞斯獎
- 1994 中國物理學會會士
- 1995 李遠哲傑出人才獎
- 1998 亞太國際材料學院院士
- 1998 中央研究院院士
- 2004 第三世界科學院院士
- 2004 美國國家科學院外籍院士
- 2008 義大利科學和平獎[30]
- 2009 台美文教基金會「傑出人才成就獎」科技工程獎[31]
- 2010 洪堡研究奖[32]
- 2011 中華民國總統科學獎

## 政治主張
2013年10月24日，吳茂昆明確表示臺灣和中國大陸是國際關係、國與國的關係。
2014年3月18日，爆發太陽花學運；正在美國的吳茂昆於20日即致信給東華大學學生：「針對最近《兩岸服貿協議》在立法院引起爭議，學生攻佔議場大廳，進行抗爭，本校同學也發起了花蓮大學生集結北上行動，到立法院前靜坐，據了解也會有更多師生前往參與。身為東華大學校長，我非常佩服同學們能在求學之外，關切時事發展，勇於表達自己的立場，這是民主自由教育的具體落實，也是推動國家前進的積極力量，因此，我極為尊重學生的抗議行動，但也希望同學能保持理性溝通的態度，以及注意自身的安全。」

## 爭議

### 赴陸爭議
2005年，擔任行政院國家科學委員會主委期間疑似未申報就參與在杭州舉行的國際學術高峰會。
2010年4月起擔任中國高等技術中心顧問委員會委員、2016年10月19日起擔任中國科學院高能物理研究所合作組顧問，並曾於浙江大學、北京清華大學開設講座，皆在其擔任國立東華大學校長期間。

### 東華大學校長任內被疑溢領經費
2014年12月，監察委員王美玉、陳慶財調查，吳茂昆「疑利用職權使自己獲聘為專任教授，每年加領講座教授獎助金、學術獎勵金並享有一切福利；嗣又修改校內規定，免除自己授課義務，涉有違失」。吳茂昆在接受監委約詢時表明並無犯意，監委仍認定吳茂昆應歸還溢領款項約一百七十萬元。教育部表示，將督導東華大學追回吳茂昆溢領的經費。

### 監察院糾正報告
2006年1月4日，吳茂昆主持國科會預算編列會議時強力支持推動e-Science計畫，該計畫係協助中研院建立長期穩定之國際網路連線並擴增資訊設施，監察院糾正報告認為不符學術研究性質；不過更讓監察院質疑的是，吳茂昆回任中研院物理所所長後就向國科會申請該計畫7.02億預算，國科會以個別研究計畫型態核定補助吳茂昆5億經費。

### 涉嫌侵占東華大學所屬的綬草萃取專利
吳茂昆出任職東華大學校長期間赴美開設師沛恩公司，涉嫌侵占東華大學所屬的綬草萃取專利。
2018年5月9日，台北地檢署傳訊東華大學研發長翁若敏、發明人之一的翁慶豐作證後請回。
吳茂昆因該事件而被監察委員高鳳仙、楊美鈴提案彈劾；2018年7月3日，監察院審查吳茂昆的彈劾案，最終以13票成立票全票通過彈劾，全案移送公務員懲戒委員會。
2021年3月11日，士林地檢署檢察官認為，吳茂昆等人是聽取專業律師建議才設立公司申請專利，申請補助時便以師沛恩公司名義提出，屬於依規定取得費用，並未刻意隱瞞，難認吳茂昆等人利用職務詐欺或是有主觀的背信犯意，對吳茂昆等4人處分不起訴。

### 主導教育部拒絕聘管中閔為校長
2018年4月27日，教育部以管中閔參選臺大校長時未揭露與遴選委員蔡明興間之薪酬關係讓全案回到遴選委員會對校長候選人資格進行檢視審查的階段。
2018年4月29日，教育部長吳茂昆對於質疑駁回台大校長遴選結果，聲稱「學術沒有真正的民主」，又質疑政治力介入台大校長遴選的說法，並反問記者「我有政治介入嗎」；關於有幾位校長參選人表示不會再參選，他解釋為是「對現存遴選規則的不認同」。

## 外部連結
- 中央研究院物理研究所吳茂昆網頁（页面存档备份，存于）

| 中華民國政府職務                   | 中華民國政府職務                                                   | 中華民國政府職務                   |
| ---------------------------------- | ------------------------------------------------------------------ | ---------------------------------- |
| 行政院                             |                                                                    |                                    |
| 前任： 魏哲和                      | 行政院國家科學委員會主任委員 第十一任 2004年5月20日－2006年1月25日 | 繼任： 陳建仁                      |
| 前任： 姚立德（代理） 正任：潘文忠 | 教育部部長 第二十八任 2018年4月19日－2018年5月30日                 | 繼任： 姚立德（代理） 正任：葉俊榮 |
| 教育職務                           |                                                                    |                                    |
| 東華大學                           |                                                                    |                                    |
| 前任： 黃文樞                      | 東華大學校長 第三任 2012年2月1日—2016年1月23日                     | 繼任： 趙涵捷                      |